# 드라코렉스
드라코렉스(Dracorex)는 중생대 백악기 후기 북아메리카에서 서식한 공룡이다. 일반적으로 2족보행을 하는 초식공룡으로 알려져 있지만, 작은 동물을 잡아 먹는 잡식성 공룡이었을 것으로 보는 설도 있다. 2003년에 미국 사우스다코타주에서 발견되었고, 학명은 '호그와트의 용 왕(龍王)'이라는 의미를 가지고 있다. 잭 호너에 의하면, 드라코렉스는 파키케팔로사우루스의 미성숙 개체일 가능성이 높다고 한다.